# Drievuldigheidskerk (Rimburg)
De Drievuldigheidskerk is een kerkgebouw in Rimburg in de gemeente Landgraaf in de Nederlandse provincie Limburg. De kerk is opgedragen aan de heilige drievuldigheid.

## Ligging
De kerk staat aan de Brugstraat nr. 1, nabij de kruising met Kapelweien. Enkele tientallen meters ten zuidoosten van de kerk stroomt het riviertje de Worm, dat tevens de rijksgrens vormt met Duitsland. Circa 100 m ten zuiden van de kerk ligt op de Worm de Rimburgermolen met in de nabijheid het Kasteel Rimburg. De molen ligt in Nederland; het kasteel in Duitsland. Tegenover de kerk ligt aan de Brugstraat de voormalige pastorie uit 1826. Westelijk van de kerk ligt het kerkhof. Aan de oostzijde ligt een klein parkeerterrein.

## Geschiedenis
In 1726 werd het schip gebouwd.
In 1833 werd Rimburg een zelfstandige parochie.
In 1900 en 1934 vonden er verbouwingen plaats die de kerk een neoromaans aanzicht gaven.
Sinds 1967 is het kerkgebouw een rijksmonument.

## Beschrijving

### Exterieur
Het niet-georiënteerde kerkgebouw ligt met de koorzijde naar het zuidwesten. Opvallend is de zware 'westbouw', die naar het noordoosten is gericht. Alleen het eenbeukige schip is 18e-eeuws. Het heeft vijf traveeën die van elkaar gescheiden worden door gemetselde pilasters. De later toegevoegde neoromaanse delen omvatten een toren, een toegangsportaal, een transept en een driezijdig gesloten koor met daaraan vast gebouwde sacristie. Het transept en de koorzijde zijn lager dan het schip. De kerktoren heeft drie geledingen, een getrapte opbouw die uitloopt in een vierkante toren, een tentdak en vier topgevels.

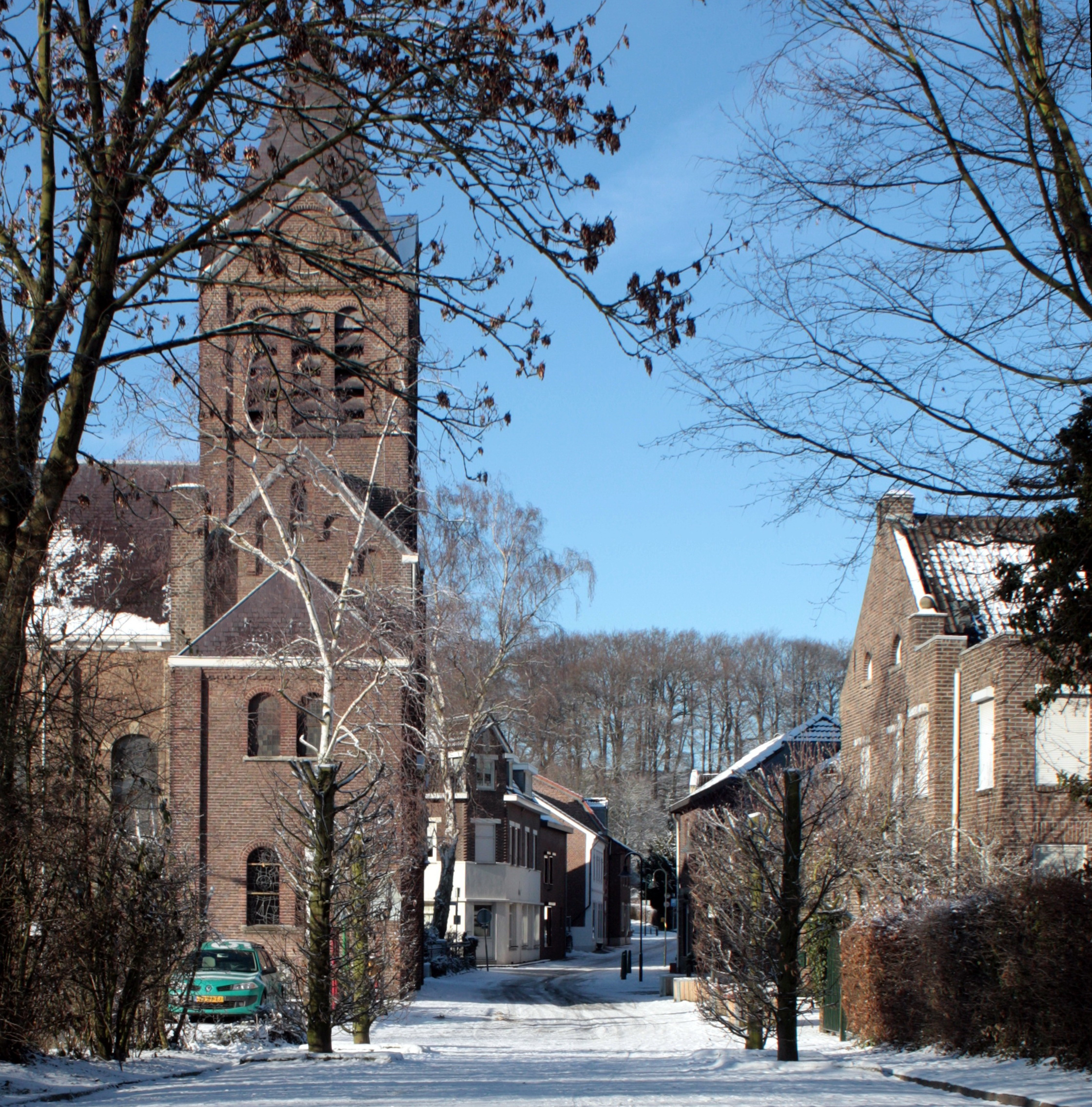
Kerktoren en pastorie
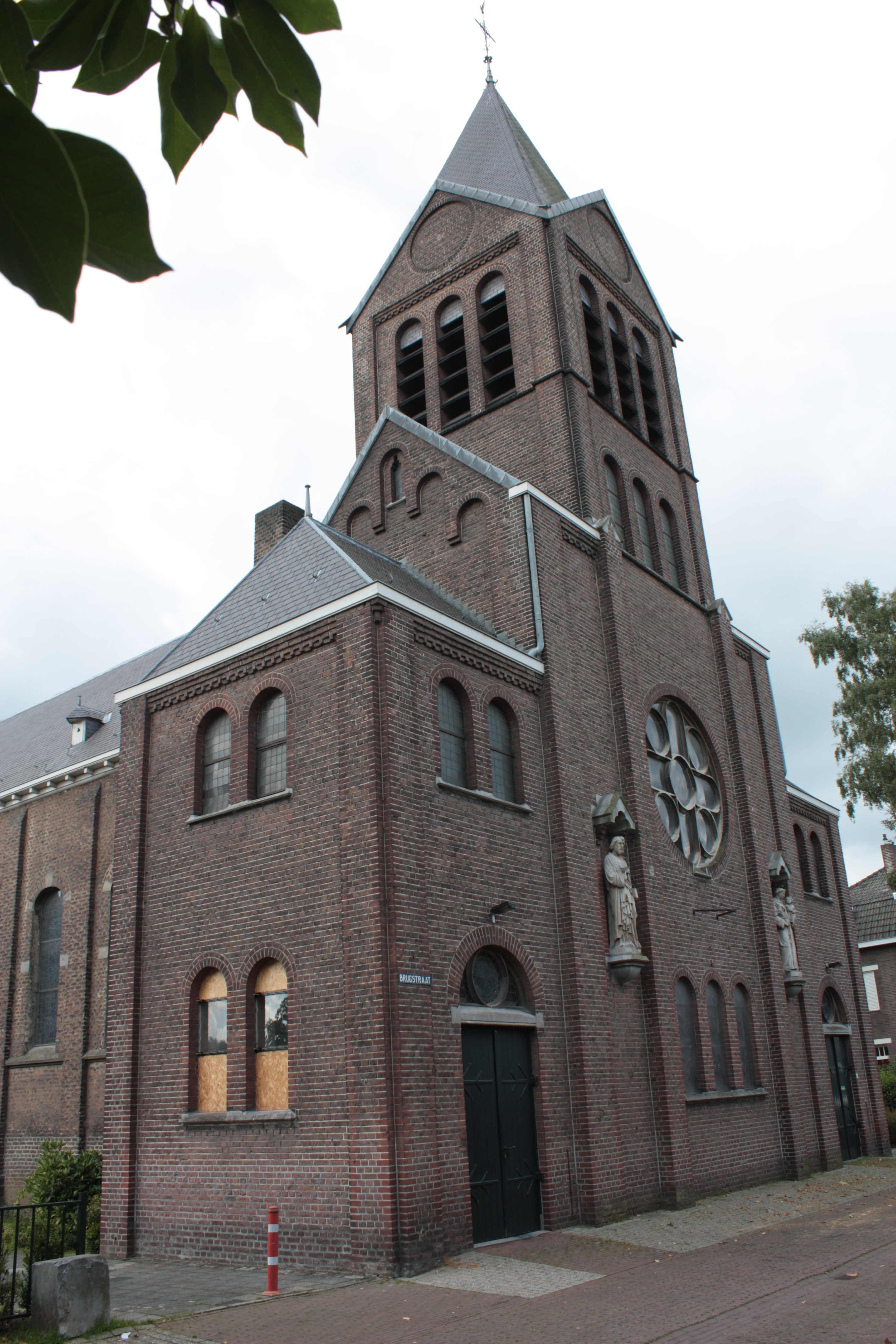
'Westbouw'
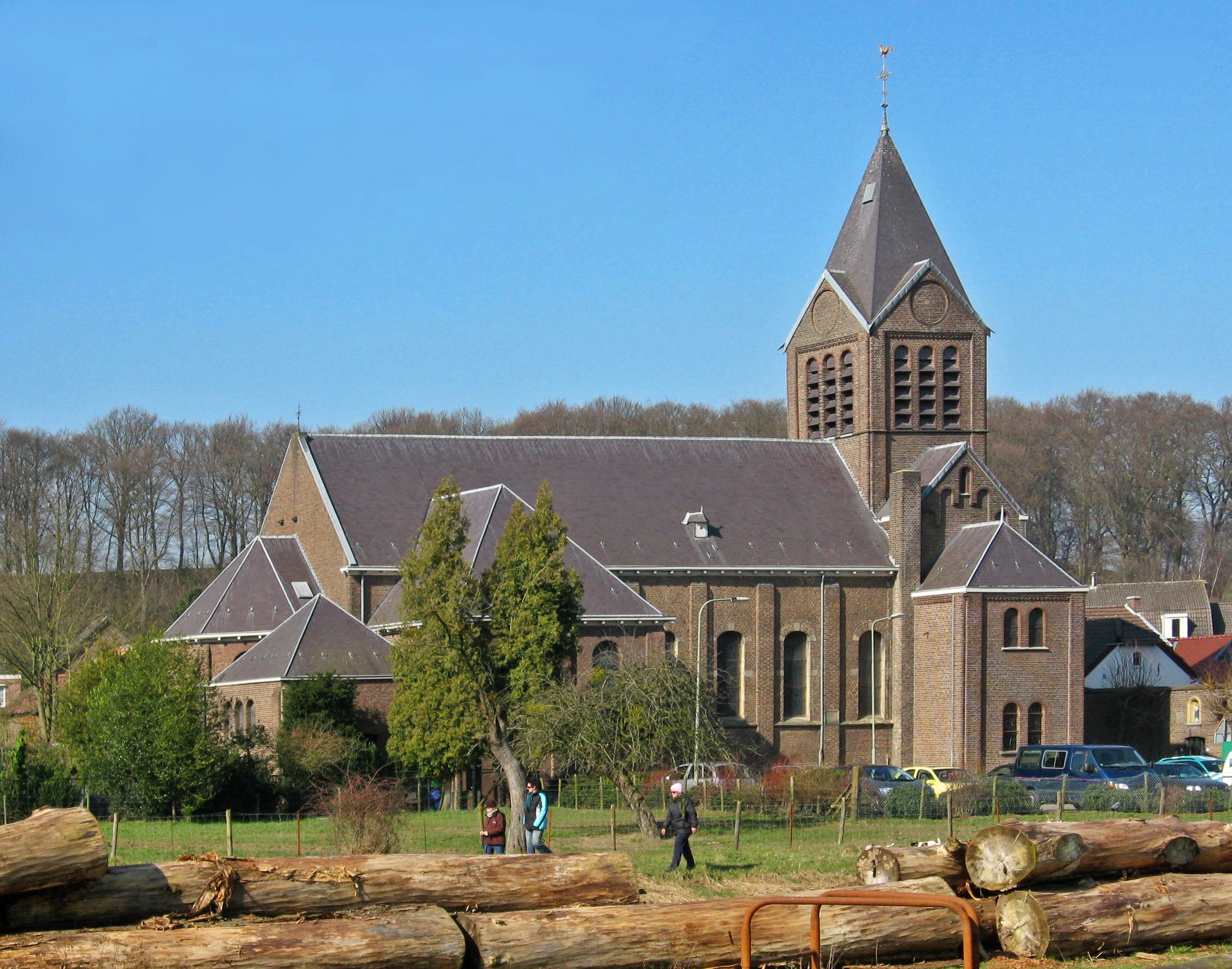
Gezicht uit het zuiden
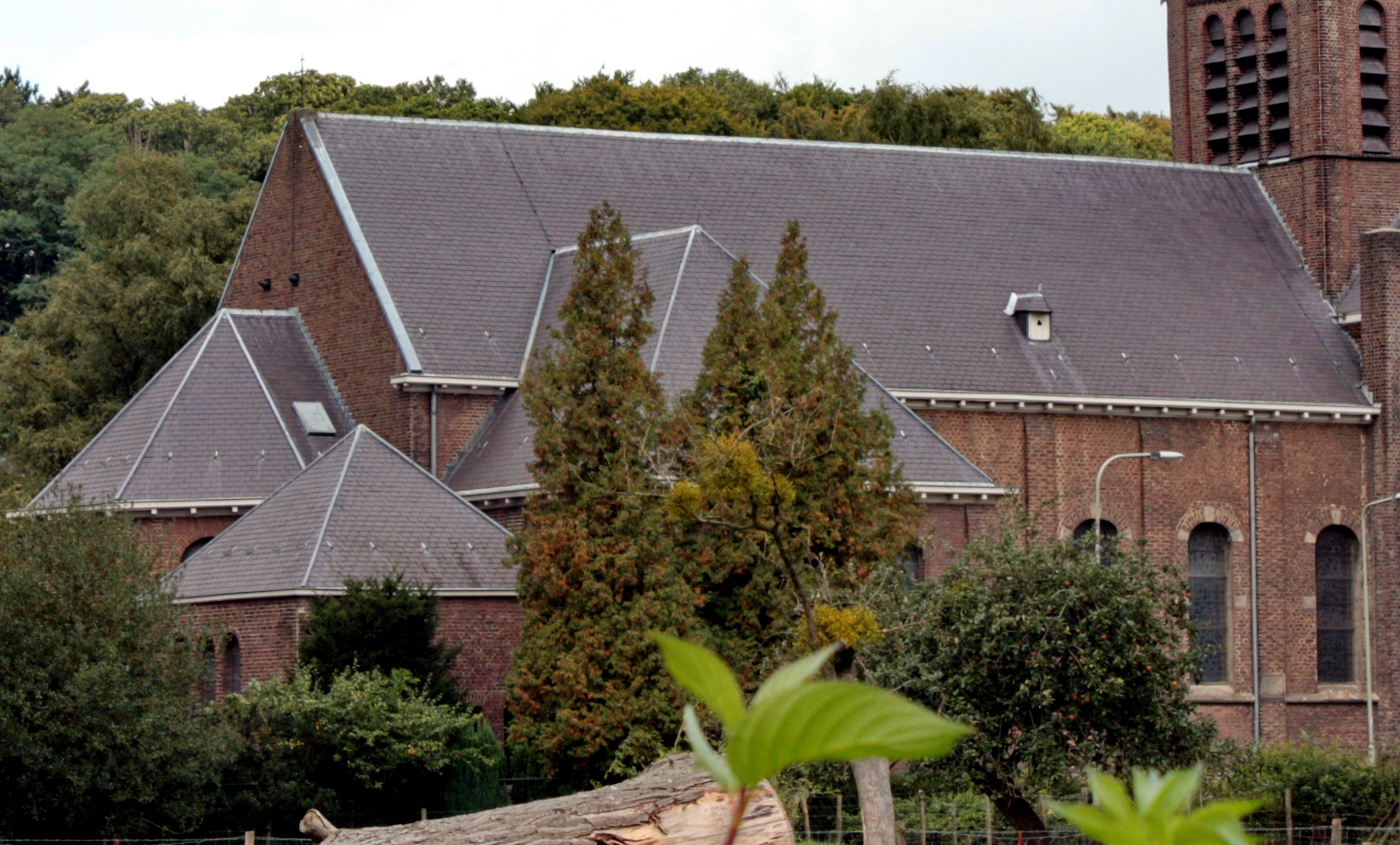
Schip met aanbouwen

### Interieur
Het interieur is geheel gepleisterd en grotendeels wit geschilderd. Opvallend zijn de zware colonnetten tussen de vensters, die een dragende functie hebben voor het tongewelf, maar niet geheel tot de vloer doorlopen. Het pijporgel is omstreeks 1900 gebouwd door de gebroeders Vermeulen, met gebruikmaking van ouder pijpwerk. Een 17e-eeuws wijwatervat is ingemetseld in het voorportaal. De biechtstoel is gedeeltelijk in Lodewijk XV-stijl. De kerk bezit een 17e-eeuws schilderij van de Ecce Homo, diverse heiligenbeelden (19e-/20e-eeuws), een gedreven zilveren miskelk (1728), en vijf paar gedreven koperen kandelaars.

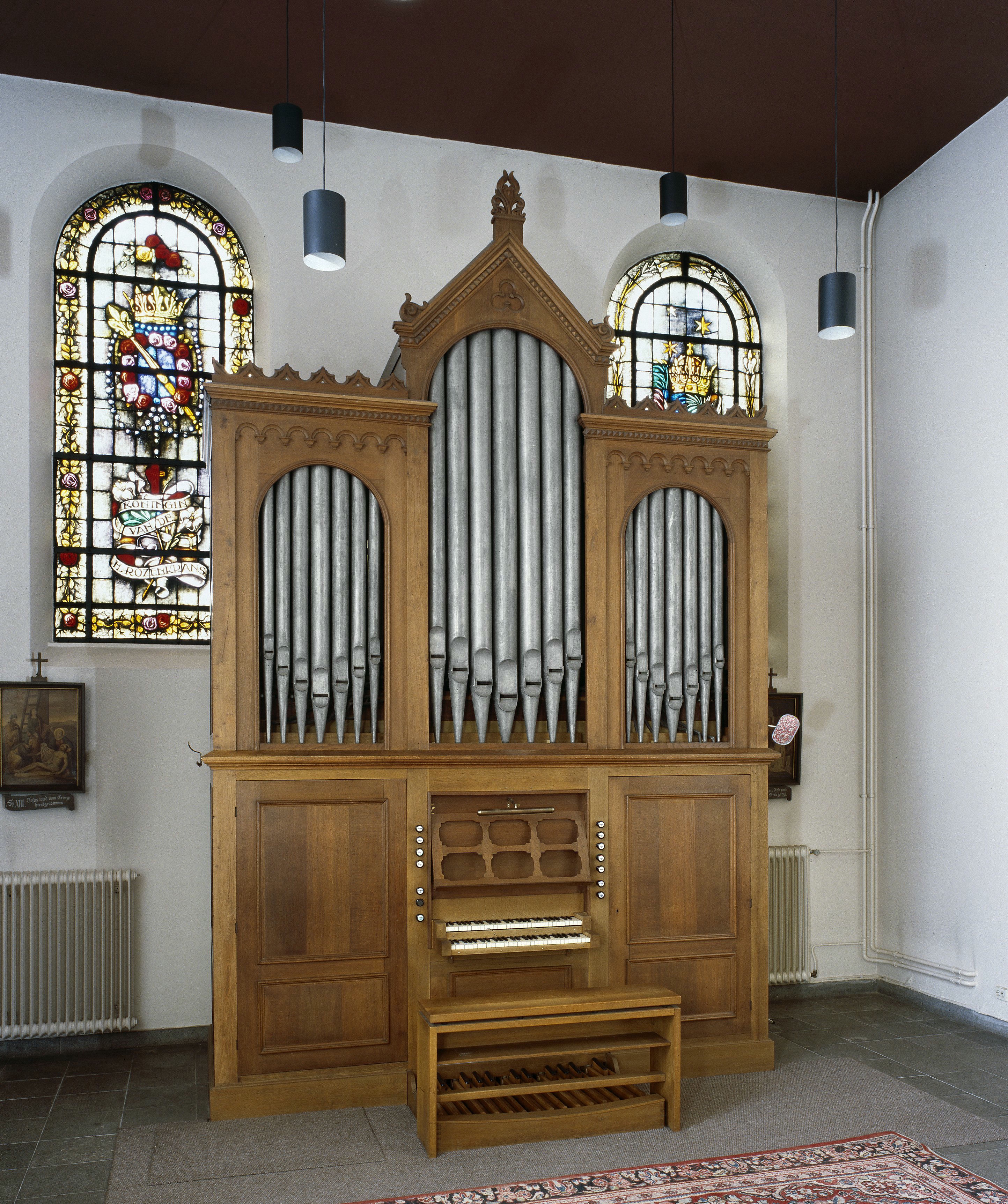
Orgel
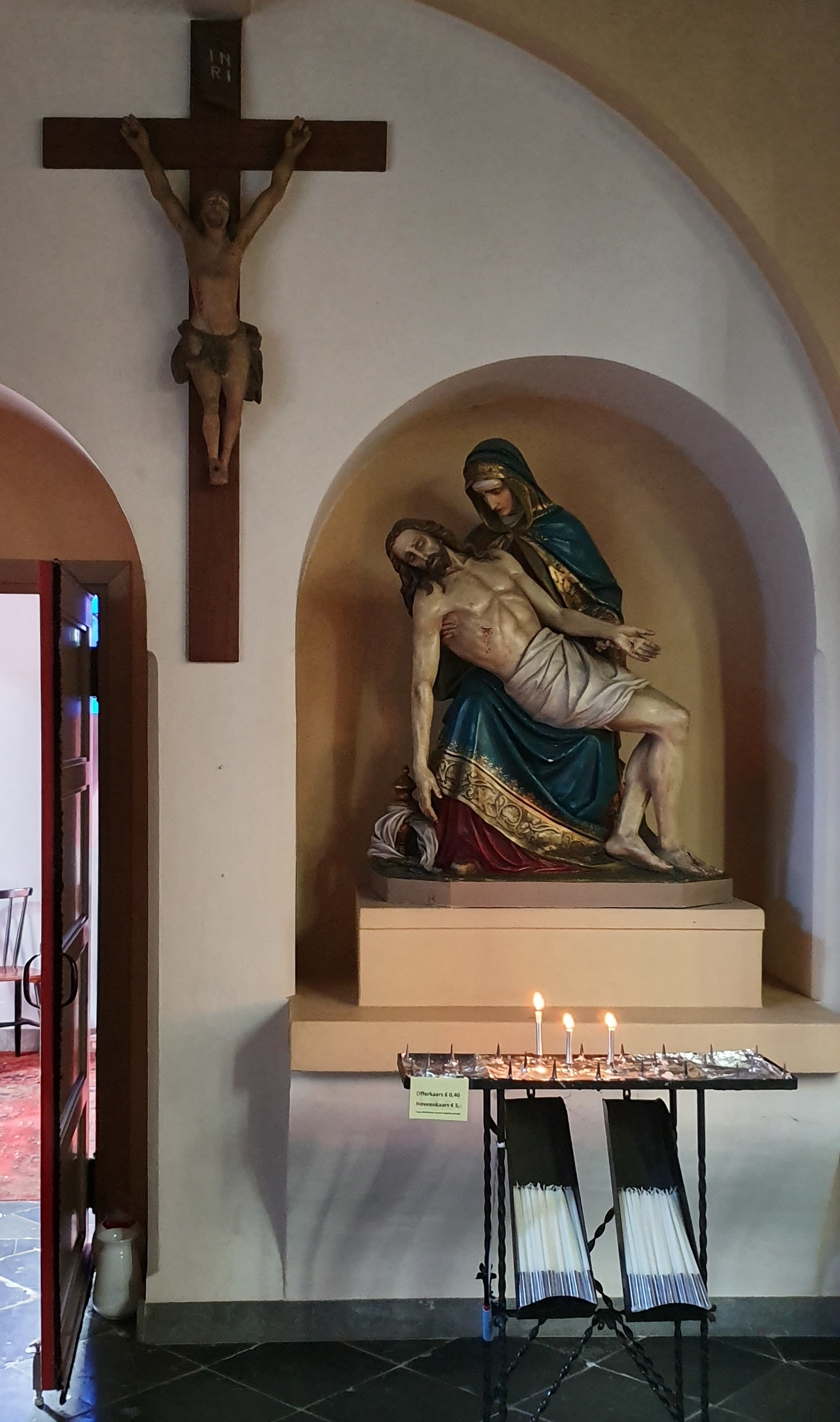
Kruisbeeld en piëta
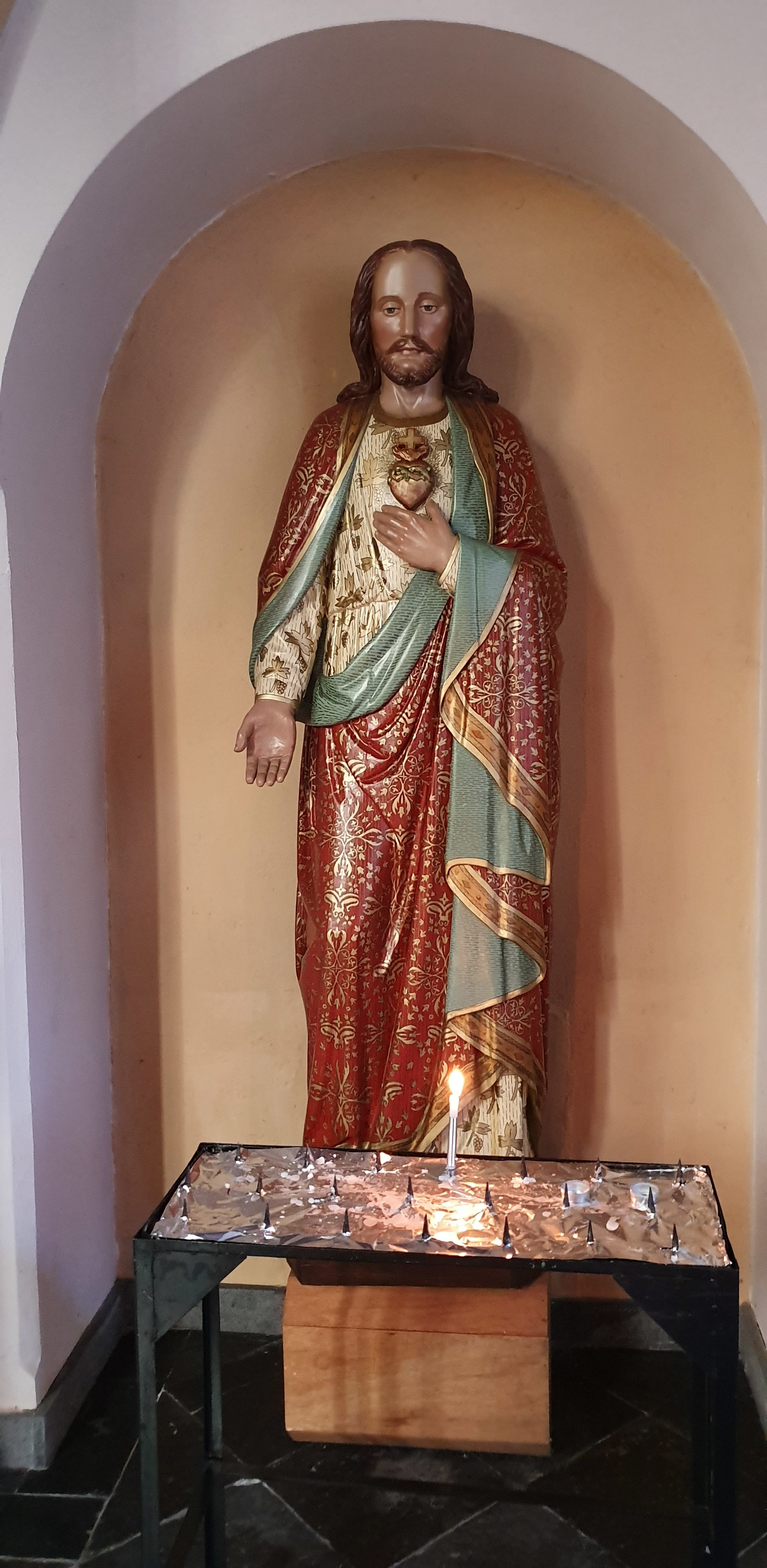
Heilig Hartbeeld
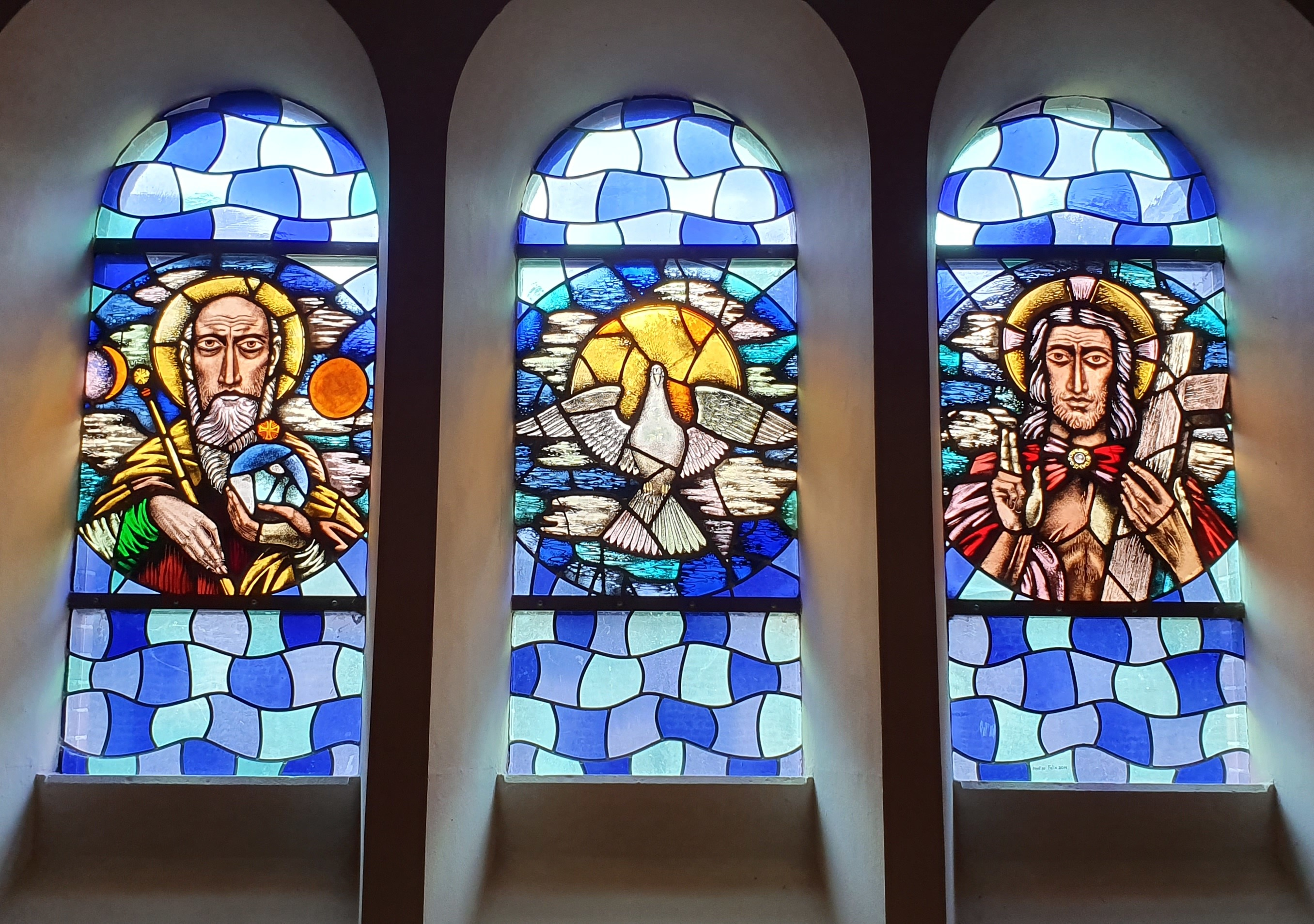
Glas-in-loodramen